# 32ste uitreiking van de Premios Goya
De 32ste uitreiking van de Premios Goya vond plaats in Madrid op 3 februari 2018. De ceremonie werd uitgezonden op TVE en werd gepresenteerd door Joaquín Reyes en Ernesto Sevilla.  

## Winnaars en genomineerden
| Beste film | Beste regisseur |
| --- | --- |
| - The Bookshop - El autor - Handia - Estiu 1993 - Verónica | - Isabel Coixet — The Bookshop - Aitor Arregi, Jon Garaño — Handia - Manuel Martín Cuenca — El autor - Paco Plaza — Verónica                                                                                         |
| Beste acteur | Beste actrice |
| - Javier Gutiérrez — El autor - Javier Bardem — Loving Pablo - Antonio de la Torre — Abracadabra - Andrés Gertrúdix — Morir | - Nathalie Poza — No sé decir adiós - Penélope Cruz — Loving Pablo - Emily Mortimer — The Bookshop - Maribel Verdú — Abracadabra                                                                                     |
| Beste mannelijke bijrol | Beste vrouwelijke bijrol |
| - David Verdaguer — Estiu 1993 - Antonio de la Torre — El autor - José Mota — Abracadabra - Bill Nighy — The Bookshop | - Adelfa Calvo — El autor - Anna Castillo — La llamada - Belén Cuesta — La llamada - Lola Dueñas — No sé decir adiós                                                                                                 |
| Beste debuterend acteur | Beste debuterend actrice |
| - Eneko Sagardoy — Handia - Santiago Alverú — Selfie - Eloi Costa — Pieles - Pol Monen — Amar | - Bruna Cusí — Estiu 1993 - Itziar Castro — Pieles - Sandra Escacena — Verónica - Adriana Paz — El autor |
| Beste origineel scenario | Beste bewerkt scenario |
| - Handia — Aitor Arregi, Andoni De Carlos, Jon Garaño, José María Goenaga - Abracadabra — Pablo Berger - Estiu 1993 — Carla Simón - Verónica — Fernando Navarro, Paco Plaza                                                    | - The Bookshop — Isabel Coixet - El autor — Manuel Martín Cuenca, Alejandro Hernández - Incierta gloria — Coral Cruz, Agustí Villaronga - La llamada — Javier Ambrossi, Javier Calvo                                 |
| Beste Ibero-Amerikaanse film | Beste Europese film |
| - Una mujer fantástica — Chili - Amazona — Colombia - Tempestad — Mexico - Zama — Argentinië | - The Square — Ruben Östlund - Le Sens de la fête — Éric Toledano, Oliver Nakache - Lady Macbeth — William Oldroyd - Toni Erdmann — Maren Ade                                                                        |
| Beste debuterend regisseur | Beste animatiefilm |
| - Carla Simón — Estiu 1993 - Javier Ambrossi, Javier Calvo — La llamada - Lino Escalera — No sé decir adiós - Sergio G. Sánchez — El secreto de Marrowbone                                                                     | - Tadeo Jones 2: El secreto del rey Midas - Deep - Nur eta Herensugearen tenplua |
| Beste camerawerk | Beste montage |
| - Handia — Javier Agirre Erauso - The Bookshop — Jean-Claude Larrieu - Oro — Paco Femenía - Estiu 1993 — Santiago Racaj | - Handia — Laurent Dufreche, Raúl López - Abracadabra — David Gallart - The Bookshop — Bernat Aragonés - Estiu 1993 — Ana Pfaff, Didac Palou                                                                         |
| Beste artdirector | Beste productiemanager |
| - Handia — Mikel Serrano - Abracadabra — Alain Bainée - The Bookshop — Llorenç Miquel - Oro — Javier Fernández | - Handia — Ander Sistiaga - The Bookshop — Alex Boyd, Jordi Berenguer - Oro — Luis Fernández Lago - Estiu 1993 — Carla Pérez de Albéniz                                                                              |
| Beste geluid | Beste speciale effecten |
| - Verónica — Iván Marín, Tomás Erice, Gabriel Gutiérrez - El autor — Daniel de Zayas, Pelayo Gutiérrez, Alberto Ovejero - El bar — Sergio Bürmann, David Rodríguez, Nicolas de Poulpique - Handia — Iñaki Díez, Xanti Salvador | - Handia — Jon Serrano, David Heras - Oro — Reyes Abades, Isidro Jiménez - Verónica — Raúl Romanillos, David Heras - Zona hostil — Reyes Abades, Curro Muñoz                                                         |
| Beste kostuums | Beste grime en haarstijl |
| - Handia — Saioa Lara - Abracadabra — Paco Delgado - The Bookshop — Mercè Paloma - Oro — Tatiana Hernández | - Handia — Ainhoa Eskisabel, Olga Cruz, Gorka Aguirre - Abracadabra — Sylvie Imbert, Paco Rodríguez - Oro — Eli Adánez, Sergio Pérez Berbel, Pedro de Diego - Pieles — Lola Gómez, Jesús Gil, Óscar del Monte        |
| Beste filmmuziek | Beste origineel nummer |
| - Handia — Pascal Gaigne - La Cordillera — Alberto Iglesias - The Bookshop — Alfonso Vilallonga - Verónica — Chucky Namanera                                                                                                   | - La llamada — Leiva ("La llamada") - El autor — José Luis Perales ("Algunas veces") - The Bookshop — Alfonso de Vilallonga ("Feeling Lonely on a Sunday Afternoon") - Zona hostil — Roque Baños ("Rap Zona hostil") |
| Beste korte film | Beste korte animatiefilm |
| - Madre — Rodrigo Sorogoyen - Australia — Lino Escalera - Baraka — Néstor Ruiz Medina - Como yo te amo — Fernando García-Ruiz - Extraños en la carretera — Carlos Solano                                                       | - Woody & Woody — Jaume Carrió - Colores — Arly Jones, Sami Natsheh - El ermitaño — Raúl Díez - Un día en el parque − Diego Porral                                                                                   |
| Beste documentaire | Beste korte documentaire |
| - Muchos hijos, un mono y un castillo - Cantábrico - Dancing Beethoven - Saura(s) | - Los desheredados — Laura Ferrés - Primavera rosa en México — Mario de la Torre - The Fourth Kingdom — Adán Aliaga, Àlex Lora - Tribus de la inquisición — Mabel Lozano                                             |
| Ere-Goya | |
| Marisa Paredes | |

## Prijzen per film
| Film              | Nominaties | Prijzen |
| ----------------- | ---------- | ------- |
| Handia            | 13         | 10      |
| The Bookshop      | 12         | 3       |
| El autor          | 9          | 2       |
| Abracadabra       | 8          | 0       |
| Estiu 1993        | 8          | 3       |
| Verónica          | 7          | 1       |
| Oro               | 6          | 0       |
| La llamada        | 5          | 1       |
| No sé decir adiós | 3          | 1       |
| Pieles            | 3          | 0       |
| Loving Pablo      | 2          | 0       |
| Zona hostil       | 2          | 0       |